# Dresdner Künstler-Kollektiv
Das Dresdner Künstler-Kollektiv war ein in Dresden ab 1946 kurzzeitig vor allem als Ausstellungsgemeinschaft tätiger Zusammenschluss schon seit der Weimarer Republik bekannter Maler. Diese waren „auf Grund ihrer gemeinsamen Weltanschauung im Laufe vieler schwerer Jahre zu einer natürlichen künstlerischen Gemeinschaft zusammengewachsen“ und hatten „in den letzten 12 Jahren mannigfach Verfolgung, Drangsal und Leiden erfahren.“
Die Gruppe trat erstmals in Radebeul vom 2. bis 30. Juni 1946 mit der Ausstellung „Dresdener Künstlerkollektiv. Erste Kunstausstellung“ im Gärtnerhaus der „Goldschmidtvilla“ (Haus der Kunst), Lange Straße 25 (heute Dr.-Rudolf-Friedrichs-Straße) an die Öffentlichkeit. Die Ausstellung präsentierte 79 Arbeiten. Damit wollten die Künstler die Verpflichtung erfüllen, „aus der wiedergewonnenen Freiheit des Schaffens zu einer Überwindung der bedrückenden Vergangenheit zu gelangen.“ Kunst wurde von ihnen „aufgefasst als das magische Mittel, hinter die trügerische Oberfläche der Dinge zu schauen, ihre Seele zu erschließen, die Welt des wahrhaft Wirklichen zu zeigen und zu ihr alle diejenigen hinzuführen, die unter einer Verschüttung durch das Nur-Tatsächliche den Weg dazu verloren haben.“

## Mitglieder
- Ernst Bursche
- Otto Dix
- Konstantin Franz
- Hans Grundig
- Wilhelm Lachnit
- Max Möbius
- Kurt Schütze
- Eva Schulze-Knabe
- Curt Querner